# Ramekin
Ramekin eller ramequin er en glaseret keramikskål til servering af mange retter.
Skålen rummer fra 0,2 til 1 l og bruges blandt andet til servering af tærter, crème brûlée, smeltet chokoladekage, moimoi, osteretter, is, soufflé eller tilbehør til hovedretter.
Skålene er normalt cirkulære, men findes også i form af hjerter eller blomster.
En ramekin bruges ofte i en ovn eller udsat for åben ild og er beregnet på høje temperaturer.
Navnet ramekin er også en ret af ost, brødkrummer og æg.
Navnet stammer fra det franske ord ramequin, som måske stammer fra tysk Rahm, fløde.